# Critters (seria)
Critters – dystrybuowana przez wytwórnię New Line Cinema seria czterech horrorów produkcji amerykańskiej, realizowana na przestrzeni lat 1986–1991. Charakterystycznym jej elementem jest przewrotny humor, dzięki czemu poszczególne filmy z cyklu można określić mianem horrorów komediowych.
W Polsce większość filmów wydano bezpośrednio na video. Wyjątkiem był pierwszy z horrorów, który odnotował swoją premierę w kinach.
Antybohaterami są critty (ang. critters) – krwiożerczy kosmici, zbiegli z galaktycznego więzienia, na Ziemi polujący na ludzi.

## Filmy z serii
- Critters (1986), reż. Stephen Herek
- Critters 2 (Critters 2: The Main Course, 1988), reż. Mick Garris
- Critters 3 (Critters 3: You Are What They Eat, 1991), reż. Kristine Peterson
- Critters 4 (1991), reż. Rupert Harvey – dystrybuowany direct-to-video
- Crittersi atakują (2019), reż. Bobby Miller – dystrybuowany direct-to-video

Jedynie Don Keith Opper wystąpił w czterech pierwszych odsłonach, gdzie wcielał się w postać Charliego McFaddena. 